# Colin Podmore

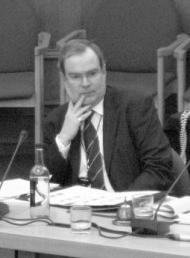
Colin J. Podmore

Colin J. Podmore (ur. 1960 w Redruth w Kornwalii) – angielski historyk Kościoła. Absolwent historii w Keble College w Oksfordzie, a następnie pracownik naukowy na tej uczelni. W latach 2002–2011 sekretarz Izby Duchowieństwa (House of Clergy) Synodu Generalnego Kościoła anglikańskiego i 2011-2013 urzędnik Synodu Generalnego Kościoła anglikańskiego. W 2002 roku wybrany członkiem Królewskiego Towarzystwa Historycznego (Fellow of the Royal Historical Society). Od kwietnia 2013 do lutego 2020 r. dyrektor tradycjonalistycznej anglo-katolickiej organizacji w kościele anglikańskim "Forward in Faith". Od 2019 Prezes Towarzystwa Utrzymania Wiary (Society for the Maintenance of the Faith), organizacji anglokatolickiej koordynującej patronat w Kościele anglikańskim.
W 2020 za zasługi dla Kościoła anglikańskiego odznaczony "Orderem Imperium Brytyjskiego" (Member of the  Most Excellent Order of the British Empire - MBE).

## Wybrane publikacje
Hüffmeier, Wilhelm; Podmore, Colin (1996). Leuenberg, Meissen and Porvoo: Consultation between the Churches of the Leuenberg Church Fellowship and the Churches Involved in the Meissen Agreement and the Porvoo Agreement. Frankfurt: Lembeck. ISBN 978-3-87476-316-5.
Colin Podmore (1998). The Moravian Church in England, 1728–1760. Oxford: Clarendon Press. ISBN 978-0-19-820725-2.
Colin Podmore, ed. (1998). Community, Unity, Communion: Essays in Honour of Mary Tanner. London: Church House Publishing. ISBN 978-0-7151-5756-5.
Colin Podmore (2005). Aspects of Anglican Identity. London: Church House Publishing. ISBN 978-0-7151-4074-1.
Roger Greenacre (2013). Colin Podmore (ed.). Maiden, Mother and Queen: Mary in the Anglican Tradition. Norwich, England: Hymns Ancient and Modern. ISBN 978-1-84825-278-3.
Roger Greenacre (2014). Colin Podmore (ed.). Part of the One Church? The Ordination of Women and Anglican identity. Norwich, England: Canterbury Press. ISBN 978-1-84825-627-9.
Colin Podmore, ed. (2015). Fathers in God? Resources for Reflection on Women in the Episcopate. Norwich, England: Canterbury Press. ISBN 978-1-84825-826-6.

## Literatura
- Norbert Wójtowicz, Modlitwy do Pamiętania [rec. Prayers to Remember. An Essential Selection of Classic Prayers, red. Colin Podmore, przedm. Richard Chartres Bishop of London, Londyn 2001], „Biuletyn Informacyjny – Teologia w Polsce”, 2003, nr 72, s. 68–69.